# سیارک ۲۷۲۸۲
سیارک ۲۷۲۸۲ (به انگلیسی: 27282 Deborahday، نامگذاری:2000AX91)۲۷۲۸۲مین سیارک کشف شده‌است که در ۰۵ ژانویه ۲۰۰۰ کشف شد.